# 蘇亞納

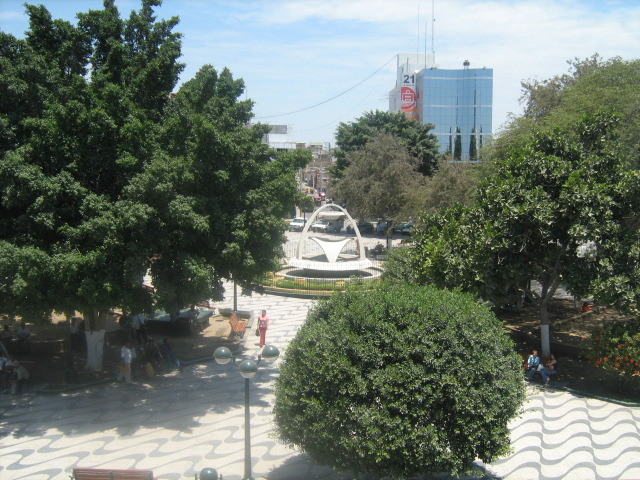

蘇亞納（西班牙語：Sullana）是秘魯皮乌拉大区蘇亞納省的城市，是蘇亞納省的会，位於該國西北部，距離首府皮烏拉38公里，始建於1783年7月8日，面積488平方公里，2005年人口175,078。

## 美食
由于苏亚纳美味的传统料理，城市成为一个美食天堂。其中最有特色的食物有：
- 查维洛杂烩（香蕉糊与炸猪皮）
- 炸香蕉片（油炸绿香蕉的薄片）
- 肉食：烤肉 （加入辣椒油炸牛肉和猪肉，洋葱调味酱， 地瓜和木薯），干肉或烟熏肉，小山羊肉，牛胃或羊胃。
- 鱼：炒钭鱼，炖鱼，炒石首鱼或柠汁腌鱼生。
- 玉米酒，由玉米酿制，是塔拉钠西人常喝的酒。

4°54′S 80°41′W / 4.900°S 80.683°W